# Аяк-кап

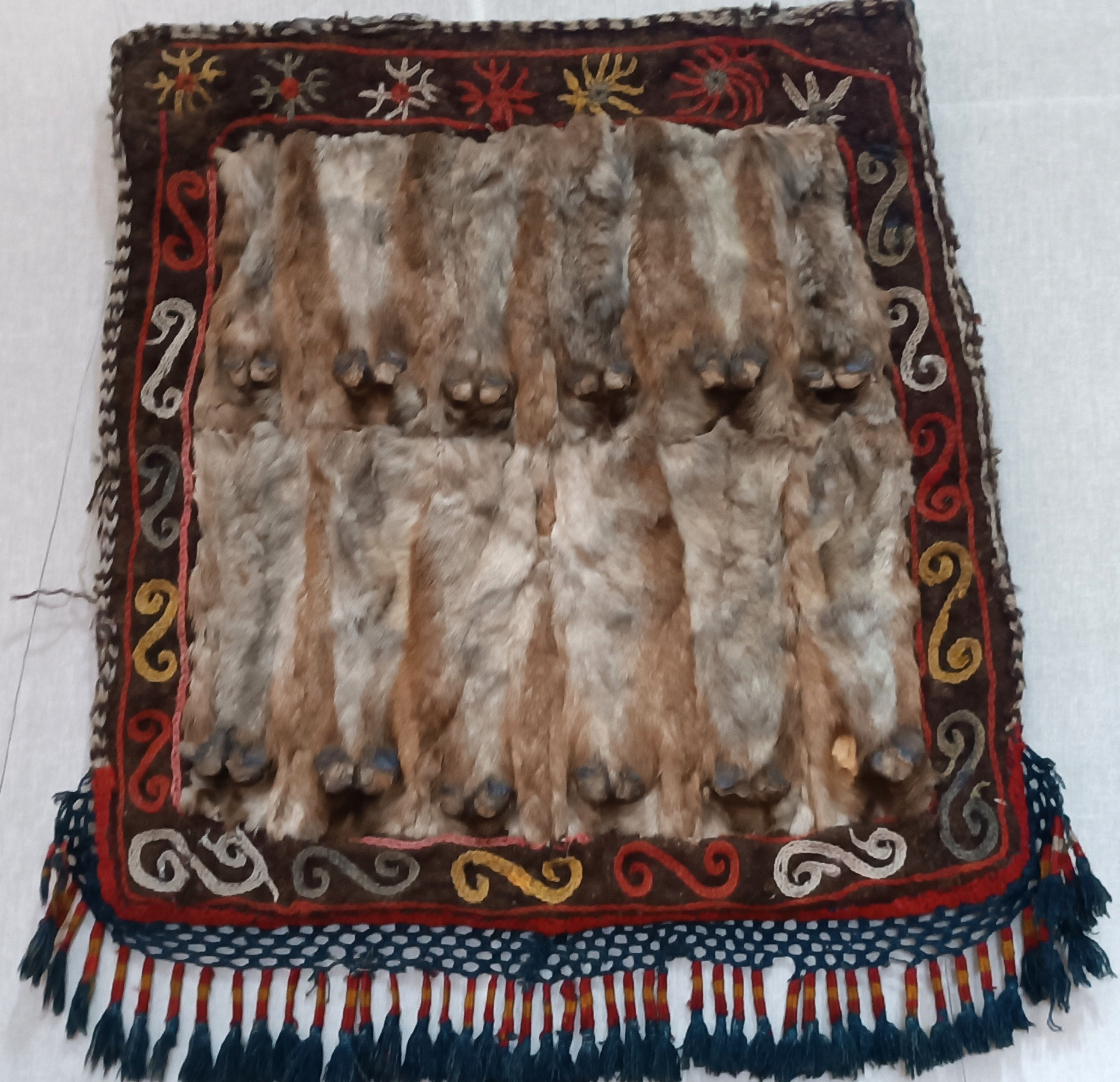

Аяк-кап (также аяккап) — хозяйственная сумка для хранения посуды, которая использовалась в быту кочевников (казахов, киргизов, каракалпаков, туркмен). Изготавливалась из войлока и кожи, имела овальную или четырёхугольную форму. Лицевую сторону аяк-капа вышивали узорами, украшали орнаментальными фигурами, вырезанными из войлока, бархата, тонкого сукна, а также тиснением, накладными пластинками из металла и кости; к краям прикрепляли кисточки.